# Domén (rendszertan)
A biológiában a domén, más néven ország az élőlények tudományos osztályozásában, a rendszertanban az ország feletti rendszertani kategória (taxon). A domének neve önkényes, de az elrendezésükben visszatükröződnek a fajok genomja alapján megállapított alapvető evolúciós különbségek.

A baktériumok, az archeák és az eukarióták szétválását bemutató, RNS adatokon alapuló filogenetikus családfa

Az élőlények rendszerezésének több álláspontja is létezett az idők folyamán. A legismertebbek ezek közül:
- A két birodalomra osztott rendszer, ahol a legfelső szinten a prokarióták és az eukarióták birodalma áll.
- A hat országra osztott rendszer, ahol a legfelső szinten a baktériumok, az archeák, a protiszták, a gombák, a növények és az állatok országai állnak.
- És a legutóbbi, Carl Woese által 1990-ben javasolt háromdoménes rendszer, ahol a legfelső szinten a baktériumok, az archeák és az eukarióták doménjei állnak.

Mivel a csoportok elsődlegesen a fajok genetikai anyagának elemzésén alapulnak, további rendszerezési javaslatok várhatóak.

## Lásd még
- Filogenetikus rendszertan